# Gornji Vaganac
Gornji Vaganac is een plaats in de gemeente Plitvička Jezera in de Kroatische provincie Lika-Senj. De plaats telt 223 inwoners (2001).